# Гарлемский ренессанс

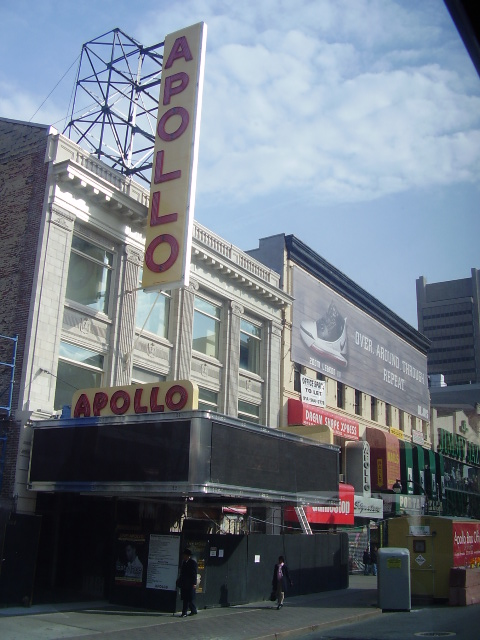
Театр «Аполло» — сердце Гарлемского ренессанса 1930-х годов

«Га́рлемский ренесса́нс» (англ. Harlem Renaissance или Новое негритянское движение, англ. New Negro Movement) — культурное движение, возглавляемое ведущими афроамериканскими писателями и художниками, период расцвета афроамериканской культуры в 1920-е—1930-е годы.
Развитие Гарлемского ренессанса привело к признанию большого влияния афроамериканской культуры на культуру США. Америка впервые попыталась избавиться от стереотипных представлений о чернокожих, которые десятилетиями насаждались в американской культуре. Возник новый образ афроамериканца: образованного, высококультурного и равноправного члена общества.
Это культурное движение избрало своим центром нью-йоркский район Гарлем.

## Предыстория

Квартал Гарлем в районе Верхний Манхэттен

До конца Гражданской войны большинство афроамериканцев были порабощены и жили на Юге. В эпоху Реконструкции эмансипированные афроамериканцы, вольноотпущенники, начали стремиться к гражданскому участию, политическому равенству, экономическому и культурному самоопределению. Вскоре после окончания гражданской войны «Закон о Ку-клукс-клане 1871 года» вызвал выступления афроамериканских конгрессменов, обращающихся к этому законопроекту. К 1875 году шестнадцать афроамериканцев были избраны и служили в Конгрессе и произнесли многочисленные речи с новыми гражданскими полномочиями.
Закон о Ку-клукс-клане 1871 года привёл к принятию республиканцами Закона о гражданских правах 1875 года, части закона о реконструкции. В середине-конце 1870-х годов белые расисты, организованные в Демократическую партию, развернули кровавую кампанию расистского терроризма, чтобы восстановить политическую власть на Юге. С 1890 по 1908 годы они приняли закон, который лишил избирательных прав большинство афроамериканцев и многих белых бедняков, лишив их права представительства. Они установили режимы белого превосходства, сегрегацию Джима Кроу на юге и однопартийное голосование блоком за южных демократов.
Политики Демократической партии (многие из которых были бывшими рабовладельцами и политическими и военными лидерами Конфедерации) сговорились лишить афроамериканцев возможности пользоваться гражданскими и политическими правами, терроризируя общины чернокожих с помощью различных форм насилия со стороны линчевателей, а также с помощью введения системы труда заключенных, которая вынудила многие тысячи афроамериканцев вернуться к неоплачиваемой работе в шахтах, на плантациях и на объектах общественных работ, таких как дороги и дамбы. Осуждённые рабочие обычно подвергались жестоким формам телесных наказаний, переутомлению и болезням из-за антисанитарных условий. Уровень смертности был чрезвычайно высоким. В то время как небольшое количество афроамериканцев смогли приобрести землю вскоре после гражданской войны, большинство из них были издольщиками. Поскольку жизнь на Юге становилась все труднее, афроамериканцы в больших количествах начали мигрировать на север.
Большинство будущих светил того, что должно было стать известным как движение «Гарлемского ренессанса», возникли из поколения, у которого были воспоминания о достижениях и потерях Реконструкции после Гражданской войны. Иногда их родители, бабушки и дедушки — или они сами — были рабами. Их предки иногда извлекали выгоду из отцовских вложений в культурный капитал, включая образование выше среднего.
Многие жители Гарлема эпохи ренессанса были частью Великой миграции в начале XX века с Юга в афроамериканские районы Северо-Востока и Среднего Запада. Афроамериканцы стремились к повышению уровня жизни и избавлению от узаконенного расизма на Юге. Часть из них были людьми африканского происхождения из расово-стратифицированных сообществ в Карибском бассейне, которые приехали в Соединённые Штаты в надежде на лучшую жизнь. Большинство из них объединяло их сближение в Гарлеме.

## Формирование
В начале двадцатого века Гарлем был местом назначения мигрантов со всей страны, привлекая как людей с Юга, ищущих работу, так и образованный класс, который сделал этот район центром культуры, а также растущий «негритянский» средний класс. Эти люди искали новый старт в жизни, и это было хорошее место. Район первоначально был построен в девятнадцатом веке как эксклюзивный пригород для белого среднего и высшего среднего классов; его богатое начало привело к развитию величественных домов, грандиозных проспектов и удобств мирового класса, таких как стадион для игры в поло и Гарлемский оперный театр. Во время огромного притока иммигрантов из Европы в конце XIX века некогда эксклюзивный район был оставлен белым средним классом, который двинулся дальше на север.
Гарлем стал афроамериканским районом в начале 1900-х годов.
В 1910 году большой квартал вдоль 135-й улицы и Пятой авеню был куплен афроамериканскими риэлторами и церковной группой (представителями одной конкретной протестантской церкви, состоящей из афро-американцев).
Во время Первой мировой войны в Гарлем прибыло гораздо больше афроамериканцев. Из-за войны миграция рабочих из Европы практически прекратилась, в то время как военные усилия привели к огромному спросу на неквалифицированную рабочую силу в промышленности. Великая миграция привела сотни тысяч афроамериканцев в такие города, как Чикаго, Филадельфия, Детройт и Нью-Йорк.
Несмотря на растущую популярность негритянской культуры, яростный белый расизм, часто со стороны недавних этнических иммигрантов, продолжал влиять на афроамериканские общины даже на Севере. После окончания Первой мировой войны многие афроамериканские солдаты, которые воевали отдельными отрядами, такими как «Гарлемские бойцы ада», вернулись домой в страну, граждане которой часто не уважали их достижения. Расовые беспорядки и другие гражданские восстания произошли в США во время «Красного лета» 1919 года, отражая экономическую конкуренцию за рабочие места и жильё во многих городах, а также напряжённость из-за социальных территорий.

### Основное признание культуры Гарлема
Первый этап Гарлемского ренессанса начался в конце 1910-х годов. В 1917 году состоялась премьера спектаклей «Бабушка Мауми», «Всадник мечтаний», «Симон Киринец: пьесы для негритянского театра». Эти пьесы, написанные белым драматургом Риджели Торренсом, изображали афроамериканские актёры, которые передавали сложные человеческие эмоции и желания. Они отказались от стереотипов традиций блэкфейса и шоу менестрелей. Борец за гражданские права Джеймс Велдон Джонсон в 1917 году назвал премьеры этих пьес «самым важным событием во всей истории негров в американском театре».
Ещё одна веха наступила в 1919 году, когда поэт-коммунист Клод Маккей опубликовал свой воинственный сонет «Если мы должны умереть», который внёс драматический политический аспект в темы африканского культурного наследия и современного городского опыта, представленных в его стихах 1917 года «Призыв» и «Гарлемская танцовщица». Опубликованные стихи под псевдонимом «Эли Эдвардс» были его первым появлением в печати в США после иммиграции с Ямайки. Хотя в „Если мы должны умереть“ никогда не упоминалась раса, афроамериканские читатели слышали в нём ноту неповиновения перед лицом расизма и происходивших тогда общенациональных расовых беспорядков и линчеваний. К концу Первой мировой войны художественная литература Джеймса Уэлдона Джонсона и поэзия Клода Маккея описывали реальность современной афроамериканской жизни в Америке.
Гарлемский ренессанс вырос из изменений, произошедших в афроамериканском сообществе после отмены рабства, в результате расширения сообществ на Севере. Они ускорились в результате Первой мировой войны и великих социальных и культурных изменений в Соединённых Штатах в начале XX века. Индустриализация привлекала в города людей из сельской местности и породила новую массовую культуру. Факторами, способствовавшими Гарлемскому ренессансу, были Великая миграция афроамериканцев в северные города, сосредоточившая амбициозных людей в местах, где они могли поощрять друг друга, и Первая мировая война, которая создала новые возможности для промышленной работы для десятков тысяч людей. Факторы, приведшие к упадку этой эпохи, включают Великую депрессию.

### Религия
Христианство сыграло важную роль в Гарлемском ренессансе. Многие писатели и общественные критики обсуждали роль христианства в жизни афроамериканцев.
Например, знаменитое стихотворение Лэнгстона Хьюза „Мадам и министр“ отражает настроения по отношению к религии в Гарлеме эпохи ренессанса. В статье на обложке журнала „The Crisis“ в мае 1936 года объясняется, насколько важным было христианство в отношении предложенного союза трех крупнейших методистских церквей в 1936 году. Эта статья показывает спорный вопрос об объединении этих церквей. Статья „Католическая церковь и негритянский священник“, также опубликованная в „Кризисе“, в январе 1920 года, демонстрирует препятствия, с которыми афроамериканские священники сталкивались в католической церкви. Статья противостоит тому, что она считала политикой, основанной на расе, которая исключала афроамериканцев из более высоких постов в церкви.

#### Обсуждение
Различные формы религиозного поклонения существовали в это время афроамериканского интеллектуального пробуждения. Хотя на нынешней религиозной арене авраамических религий существуют расистские взгляды, многие афроамериканцы продолжают настаивать на применении более инклюзивной доктрины. Например, Джордж Джозеф МакУильям во время своего стремления к духовенству представляет различные примеры неприятия по признаку цвета кожи и расы, но при этом он разделяет свое разочарование в попытках подстрекать к действиям со стороны сообщества журнала „The Crisis“.
Во времена Гарлемского ренессанса среди афроамериканцев практиковались и другие формы спиритизма. Некоторые из этих религий и философий унаследованы от африканцев. Например, религия ислам присутствовала в Африке ещё в VIII веке благодаря транссахарской торговле. Ислам пришёл в Гарлем, вероятно, в результате миграции членов „Мавританского научного храма Америки“, который был основан в 1913 году в Нью-Джерси. Практиковались различные формы иудаизма, включая ортодоксальный, консервативный и реформистский иудаизм, но это были чернокожие евреи-израильтяне, которые основали свою религиозную систему верований в начале XX века в эпоху Гарлемского ренессанса. Традиционные формы религии, полученные из различных частей Африки, были унаследованы и практиковались в эту эпоху. Некоторыми типичными примерами были вуду и сантерия.

#### Критика
Религиозная критика в эту эпоху была обнаружена в музыке, литературе, искусстве, театре и поэзии. Гарлемский ренессанс поощрял аналитический диалог, который включал открытую критику и корректировку текущих религиозных идей. Одним из основных участников обсуждения афроамериканской культуры ренессанса был Аарон Дуглас, который своими произведениями искусства также отразил изменения, которые афроамериканцы вносили в христианскую догму. Дуглас использовал библейские образы как вдохновение для различных произведений искусства, но с бунтарским поворотом африканского влияния.
Поэма Каунти Каллена „Наследие“ выражает внутреннюю борьбу афроамериканца между его прошлым африканским наследием и новой христианской культурой. Более суровую критику христианской религии можно найти в стихотворении Лэнгстона Хьюза „Счастливого Рождества“, где он раскрывает иронию религии как символа добра и вместе с тем силы угнетения и несправедливости.

### Музыка

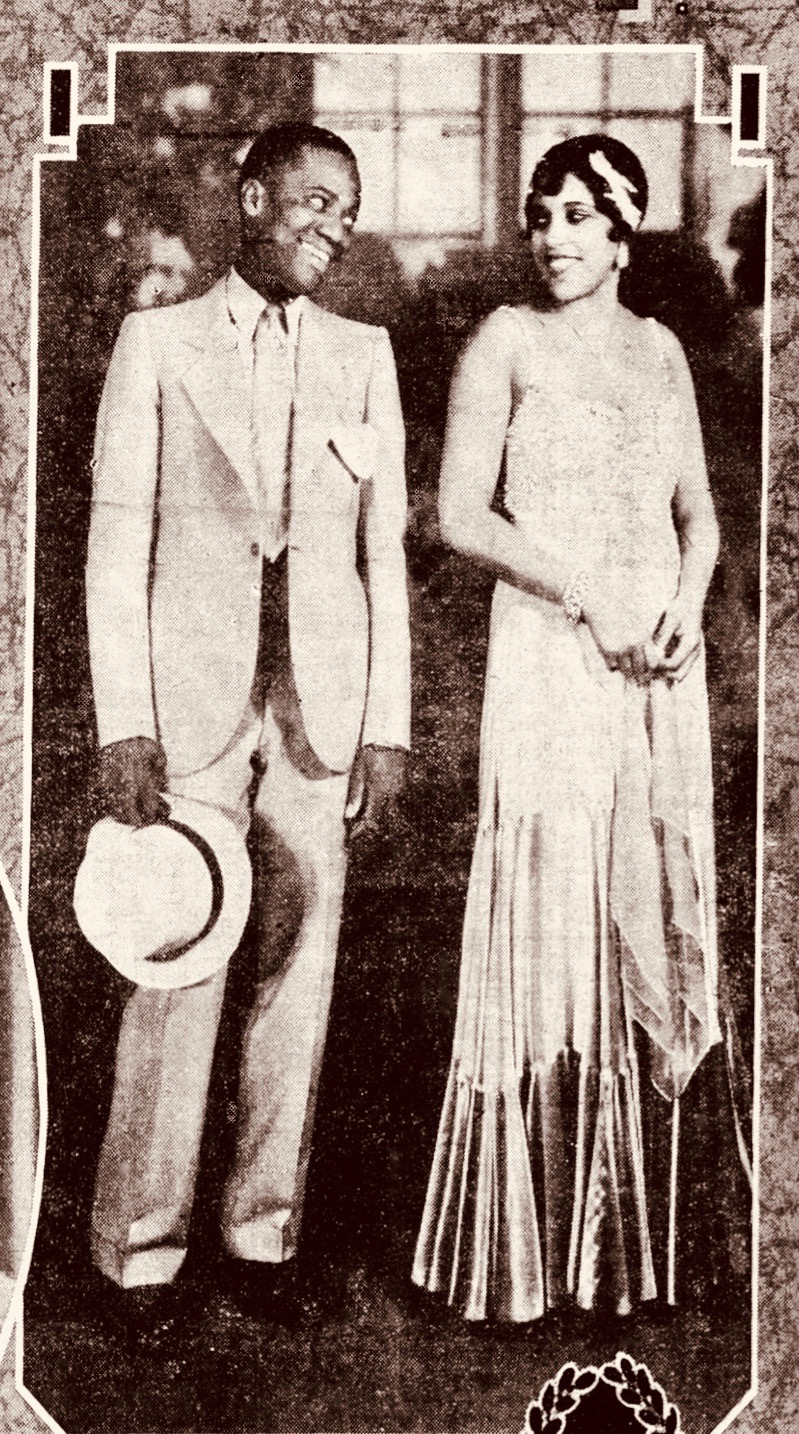
Мультиталантливые Аделаида Холл и Билл 'Боджанглз' Робинсон в музыкальной комедии „Коричневые приятели на Бродвее“, 1930 г.

Новый способ игры на пианино, названный стилем „Гарлем Страйд“, был создан во время Гарлемского ренессанса и помог стереть границы между бедными афроамериканцами и социально элитными афроамериканцами.
Традиционный джазовый оркестр состоял в основном из духовых инструментов и считался символом юга, но пианино считалось инструментом богатых. Благодаря этой инструментальной модификации существующего жанра — введению фортепиано, присоединению его к „традиционному“ джазовому оркестру, состоящему, как уже было сказано, в основном из духовых инструментов — богатые афроамериканцы получили больше доступа к джазовой музыке. Его популярность вскоре распространилась по стране и, следовательно, достигла рекордно высокого уровня.
Новаторство и живость были важными характеристиками исполнителей на заре джаза. Джазовые исполнители и композиторы того времени, такие как Юби Блейк, Нобл Сиссл, Джелли Ролл Мортон, Лаки Робертс, Джеймс П. Джонсон, Уилли „Лев“ Смит, Энди Разаф, Фэтс Уоллер, Этель Уотерс, Аделаида Холл, Флоренс Миллз и руководители оркестра Дюк Эллингтон, Луи Армстронг и Флетчер Хендерсон были чрезвычайно талантливыми, умелыми, конкурентоспособными и вдохновляющими. Они по-прежнему считаются заложившими большую часть основ для будущих музыкантов своего жанра.
Дюк Эллингтон приобрел популярность в эпоху Гарлемского ренессанса. По словам Чарльза Гарретта, „полученный портрет Эллингтона показывает, что он не только одаренный композитор, руководитель группы и музыкант, которого мы узнали, но и земной человек с базовыми желаниями, слабостями и эксцентричностями“. Он не позволил своей популярности изменить его характер, сделав его высокомерным, он остался спокойным и сосредоточенным на своей музыке».
В этот период музыкальный стиль чёрных становился все более привлекательным для белых. Белые романисты, драматурги и композиторы (Френсис Скотт Фицджеральд, Джордж Гершвин и др.) начали использовать музыкальные тенденции и темы афроамериканцев в своих произведениях.
Композиторы (включая Уильяма Гранта Стилла, Уильяма Л. Доусона и Флоренс Прайс) использовали в своих песнях стихи, написанные афроамериканскими поэтами, и использовали ритмы, гармонии и мелодии афроамериканской музыки, такой как блюз, спиричуэл и джаз — в своих концертных произведениях.
Афроамериканцы начали сливаться с белыми в классическом мире музыкальной композиции. Первым афроамериканским исполнителем, получившим широкое признание как концертный исполнитель как в своём регионе, так и за рубежом, был Роланд Хейс. Он учился у Артура Калхуна в Чаттануге, штат Теннесси и в Университете Фиска в Нэшвилле. Позже он учился у Артура Хаббарда в Бостоне и у Джорджа Хеншеля и Аманды Айры Олдридж в Лондоне, Англия. Он начал петь публично, будучи студентом, и гастролировал с Fisk Jubilee Singers в 1911 году.

#### Мюзиклы

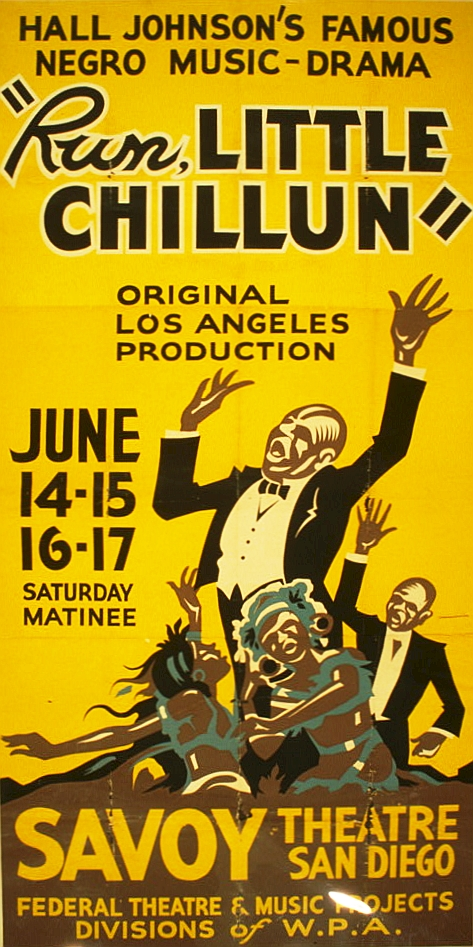
Плакат мюзикла Run, Little Chillun

Согласно Джеймсу Вернону Хэтчу и Лео Хамалиану, «Run, Little Chillun», который играли исключительно афроамериканцы, считается одной из самых успешных музыкальных драм Гарлемского ренессанса.

### Мода
Во время Гарлемского ренессанса мода в одежде у афроамериканцев резко изменилась, превратившись в «чопорную и правильную».
Многие молодые женщины предпочитали короткие юбки и шёлковые чулки платьям с заниженной талией и шляпам-клош. Женщины носили свободную одежду и украшивались длинными жемчужными бусами, боа из перьев и ходили с курительными мундштуками. Мода Гарлемского ренессанса использовалась для передачи элегантности и яркости и должна была создаваться с учётом яркого танцевального стиля 1920-х годов. Популярными к 1930-м годам были модные береты с отделкой из цапли.
Мужчины носили свободные костюмы, что привело к более позднему стилю, известному как «Зут», костюмов с высокой талией, штанами со штифтами, узкими манжетами и длинным пиджаком с широкими лацканами и широкими подбитыми плечами. Мужчины также носили шляпы с широкими полями, цветные носки, белые перчатки и пальто Честерфилд с бархатным воротником. В этот период афроамериканцы выражали уважение к своему наследию через любовь к шубам из шкуры леопарда, свидетельствующим о силе африканского животного.
Чрезвычайно успешная чёрная танцовщица Жозефина Бейкер, хотя и выступала в Париже в разгар эпохи ренессанса, была одним из основных законодателей моды как для черных, так и для белых женщин. Ее платья от кутюрье Жана Пату очень часто копировали, особенно её сценические костюмы, которые журнал «Vogue» назвал «потрясающими». Жозефине Бейкер также приписывают то, что она выдвинула на первый план модный стиль «ар-деко» после исполнения «Danse Sauvage». Во время этого парижского спектакля она сделала украшения для юбки из ниток и искусственных бананов. Этель Мозес была ещё одним популярной чернокожей исполнительницей, она снималась в немых фильмах в 1920-х и 30-х годах и была узнаваема по своей фирменной прическе «боб».

## Отличительные черты и темы
Гарлемский ренессанс характеризовал явную расовую гордость, которая стала выражаться в идее «новых негров», которые с помощью интеллекта и создания литературы, искусства и музыки могли бросить вызов всепроникающему расизму и стереотипам, продвигая прогрессивную или социалистическую политику, расовую принадлежность и социальную интеграцию. Создание искусства и литературы послужило бы «подъёму» расы.
Не было объединяющей формы, однозначно характеризующей искусство, вышедшего из Гарлемского ренессанса. Скорее, этот период охватывал широкий спектр культурных элементов и стилей, включая панафриканскую перспективу, «высокую культуру» и «низкую культуру» или «низкую жизнь», от традиционной формы музыки до блюза и джаза. традиционные и новые экспериментальные формы в литературе, такие как модернизм и новая форма джазовой поэзии. Эта двойственность означала, что многие афроамериканские художники вступили в конфликт с консерваторами из черной интеллигенции, которые не соглашались с определёнными изображениями чёрной жизни.
Некоторыми общими темами, представленными во время Гарлемского ренессанса, были влияние опыта рабства и возникающих афроамериканских народных традиций на чёрную идентичность, эффекты институционального расизма, дилеммы, присущие исполнению и письму для элитной белой аудитории, и вопрос о том, как передать опыт современной негритянской жизни на городском Севере.
Гарлемский ренессанс был периодом преимущественно афроамериканского участия. Он опирался на систему поддержки чёрных покровителей, предприятий и публикаций, принадлежащих чёрным. Однако это также зависело от покровительства белых американцев, таких как Карл Ван Фехтен и Шарлотта Осгуд Мейсон, которые предоставляли различные формы помощи, открывая двери, которые в противном случае могли бы остаться закрытыми для публикации работ за пределами чёрного американского сообщества. Эта поддержка часто принимала форму патронажа или публикации. Карл Ван Вехтен был одним из самых заметных белых американцев, вовлечённых в Гарлемский ренессанс. Он хотел оказать помощь чернокожему американскому сообществу, потому что хотел расового сходства.
Были и другие белые, интересовавшиеся так называемыми «примитивными» культурами, поскольку многие белые смотрели на чернокожую американскую культуру в то время и хотели видеть такой «примитивизм» в творчестве эпохи Гарлемского ренессанса. Как и в случае с большинством причуд, некоторые люди могли быть использованы в погоне за известностью.
Интерес к жизни афроамериканцев также вызвал экспериментальную, но продолжительную совместную работу, такую как постановки полностью «чёрных опер» Джорджа Гершвина «Порги и Бесс», а также «Четыре святых в трех действиях» Верджила Томсона и Гертруды Стайн. В обоих постановках в состав творческой группы входила хоровая дирижер Ева Джесси. Ее хор был показан в «Четырех святых». Музыкальный мир также обнаружил, что лидеры белых групп, бросающие вызов расистским взглядам, включают в свои постановки лучших и самых ярких афроамериканских звёзд музыки и песен.
Афроамериканцы использовали искусство, чтобы доказать свою человечность и требование равенства. Гарлемский ренессанс открыл для черных больше возможностей публиковаться в традиционных изданиях. В это время многие авторы начали публиковать романы, журналы и газеты. Новая художественная литература привлекла большое внимание всей нации. Среди авторов, получивших национальную известность, были Жан Тумер, Джесси Фосе, Клод Маккей, Зора Ниэл Хёрстон, Джеймс Велдон Джонсон, Ален Локк, Омар Аль Амири, Эрик Уолронд и Лэнгстон Хьюз.
Ричард Брюс Ньюджент (1906—1987), написавший «Дым, лилии и нефрит», является важным вкладом, особенно в отношении экспериментальной формы и тем ЛГБТ того периода.
Гарлемский ренессанс помог заложить основу для протестного движения Движения за гражданские права после Второй мировой войны. Более того, многие чернокожие художники, которые впоследствии достигли творческой зрелости, были вдохновлены этим литературным движением.
Ренессанс был больше, чем литературное или художественное движение, поскольку он обладал определенным социологическим развитием — особенно через новое расовое сознание — через этническую гордость, как видно из движения «Назад в Африку», возглавляемого ямайцем Маркусом Гарви. В то же время другое выражение этнической гордости, продвигаемое Уильямом Эдуардом Бёркхардтом Дюбуа, ввело понятие «одарённая десятая часть». Дюбуа писал об одарённой десятой части:
Негритянская раса, как и все другие расы, будет спасена её исключительными людьми. Таким образом, проблема образования негров должна прежде всего касаться одарённой десятой части; проблема развития лучших представителей этой расы состоит в том, чтобы они могли увести массу от осквернения и смерти худших.
Эта «одарённая десятая часть» считалась лучшим примером достоинства чернокожих американцев как ответ на безудержный расизм того периода. За талантливой десятой частью не было закреплено никакого особого лидерства, но им следовало подражать. Как в литературе, так и в популярной дискуссии были представлены сложные идеи, такие как концепция «двойственности» (дуализм) Дюбуа (см. «Души черного народа»; 1903 г.). Дюбуа исследовал разделенное осознание своей идентичности, что было уникальной критикой социальных разветвлений расового сознания. Это исследование было позже возрождено во время движения Black Pride в начале 1970-х годов.

## Влияние

### Новая чёрная идентичность
Гарлемский ренессанс был успешным в том смысле, что он внёс негритянский опыт в корпус американской культурной истории. Не только благодаря культурному взрыву, но и на социологическом уровне наследие Гарлемского ренессанса изменило отношение США и всего мира к афроамериканцам. Миграция чернокожих с юга на север изменила образ афроамериканца с сельских, малообразованных крестьян на городских, космополитических утончённых крестьян. Эта новая идентичность привела к большему социальному сознанию, и афроамериканцы стали игроками на мировой арене, расширяя интеллектуальные и социальные контакты на международном уровне.
Прогресс — как символический, так и реальный — в этот период стал точкой отсчёта, из которой афроамериканское сообщество обрело дух самоопределения, который обеспечил растущее чувство как чернокожего городского духа, так и чернокожего воинства, а также стал основой для сообщества, на котором можно было развить борьбу за гражданские права в 1950-х и 1960-х годах.
Городская среда быстро развивающегося Гарлема предоставила афроамериканцам любого происхождения возможность оценить разнообразие жизни и культуры чернокожих. Этим выражением Гарлемский ренессанс способствовал новому восприятию народных корней и культуры. Например, народные материалы и спиричуэлы стали богатым источником художественного и интеллектуального воображения, которое освободило чернокожих от прежнего положения. Благодаря обмену культурным опытом возникло сознание в форме объединённой расовой идентичности.
Однако внутри некоторых групп Гарлемского ренессанса оказывалось давление, чтобы те переняли настроения консервативной белой Америки, чтобы их всерьёз восприняли мейнстримы. В результате квир-культура, хотя и была более принята в Гарлеме, чем в большинстве других мест в стране в то время, наиболее полно проживала в дымных темных огнях баров, ночных клубов и кабаре города. Именно в этих заведениях процветала сцена блюзовой музыки, и, поскольку она ещё не получила признания в поп-культуре, квир-артисты использовали её как способ честно выразить себя.
Несмотря на то, что в эпоху Ренессанса были фракции, которые принимали квир-культуру / образ жизни, человека всё равно могли арестовать за участие в гомосексуальных действиях. Многие люди, в том числе писательница Элис Данбар Нельсон и «Мать блюза» Гертруда «Ма» Рейни, имели мужей, но были также связаны романтическими отношениями с другими женщинами.
Ма Рейни, как известно, одевалась в традиционно мужскую одежду, и её блюзовые тексты часто отражали ее сексуальные склонности к женщинам, что в то время было чрезвычайно радикальным. Ма Рейни также была первым человеком, который ввел блюз в водевиль. Протеже Рейни, Бесси Смит, была ещё одной художницей, которая использовала блюз как способ выразить себя такими фразами, как: «Когда вы видите двух женщин, идущих рука об руку, просто посмотрите на них и попытайтесь понять: они пойдут на эти вечеринки — выключите свет — только на те вечеринки, на которые могут пойти женщины».

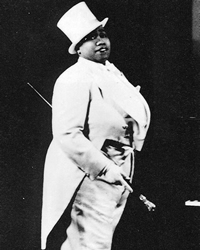
Блюзовая певица Глэдис Бентли

Другой известной блюзовой певицей была Глэдис Бентли, которая, как известно, переодевалась в мужчину. Бентли была владельцем клуба Clam House на 133-й улице в Гарлеме, который был центром для квир-покровителей. В отеле Hamilton Lodge в Гарлеме ежегодно проводился дрэг-бал, на который тысячи людей собирались посмотреть, как пару сотен молодых людей пришли танцевать всю ночь напролет. Хотя в Гарлеме были убежища, были слышны такие выдающиеся голоса, как, например, голос министра абиссинской баптистской церкви Адама Клейтона, который активно выступал против гомосексуализма.
Гарлемский ренессанс породил идею Нового Негра. Движение новых негров было попыткой определить, что значит быть афроамериканцем для афроамериканцев, вместо того, чтобы позволить сделать это унизительным стереотипам и карикатурам, свойственным чёрным лицам менестрелей. Было также движение «Неоновые негры», которое не только бросало вызов расовым определениям и стереотипам, но также стремилось бросить вызов гендерным ролям, нормативной сексуальности и сексизму в США в целом. В этом отношении Гарлемский ренессанс намного опередил остальную Америку с точки зрения охвата феминизма и квир-культуры.
Эти идеалы получили некоторый отпор в виде свободы сексуальности, особенно в отношении женщин (которые в то время в Гарлеме были известны как женщины, любящие женщин), что рассматривалось как подтверждение стереотипа о том, что чёрные женщины свободны и лишены сексуальной проницательности. Чёрная буржуазия считала, что это препятствует делу чернокожих людей в Америке и подливает масла в огонь расистских настроений по всей стране. Тем не менее, несмотря на все усилия обоих секторов белой и консервативной чёрной Америки, квир-культура и художники определили основные составляющие не только Гарлемского ренессанса, но и во многом определяют сегодняшнюю культуру. Автор книги «Бремя черного человека» Генри Луи Гейтс-младший писал, что Гарлемский ренессанс «несомненно было таким же весёлым, как и чёрным».

### Критика движения
Многие критики отмечают, что Гарлемский ренессанс не мог избежать своей истории и культуры в попытке создать новую или достаточно отделённую от основополагающих элементов белой европейской культуры. Часто интеллектуалы Гарлема, провозглашая новое расовое сознание, прибегали к подражанию своим белым собратьям, перенимая их одежду, изысканные манеры и этикет. Эту «мимикрию» также можно назвать ассимиляцией, поскольку это обычно то, что должны делать представители меньшинства любой социальной конструкции, чтобы соответствовать социальным нормам, созданным большинством этой конструкции. Это можно рассматривать как причину того, что художественные и культурные продукты Гарлемского ренессанса не преодолели присутствие бело-американских ценностей и не отвергли эти ценности. В этом отношении создание «Новых негров», как стремились интеллектуалы Гарлема, считалось успехом.
Гарлемский ренессанс нравился смешанной аудитории. Литература обращалась к афроамериканскому среднему классу и к белым. Такие журналы, как The Crisis, ежемесячный журнал NAACP, и Opportunity, официальное издание Национальной городской лиги, нанимали писателей из Гарлема эпохи ренессанса в свои редакции; публиковали стихи и рассказы чернокожих писателей; и продвигали афроамериканскую литературу посредством статей, обзоров и ежегодных литературных премий. Однако, сколь бы важными ни были эти литературные издания, эпоха ренессанса в значительной степени полагалась на белые издательства и журналы, принадлежащие белым.
Важным достижением эпохи ренессанса было открытие двери для основных белых периодических изданий и издательств, хотя отношения между писателями эпохи ренессанса и белыми издателями и аудиторией вызвали некоторые противоречия. Уильям Дюбуа не возражал против отношений между черными писателями и белыми издателями, но он критиковал такие произведения, как бестселлер Клода Маккея «Дом в Гарлеме» (1928) за обращение к «похотливому спросу» белых читателей и издателей на изображения черной «распущенности».
Лэнгстон Хьюз говорил от лица большинства писателей и художников, когда писал в своем эссе «Художник-негр и расовая гора» (1926), что черные художники намеревались выражать себя свободно, независимо от того, что думает черная или белая публика. Хьюз в своих трудах также вернулся к теме расового перехода, но во время Гарлемского ренессанса он начал исследовать тему гомосексуализма и гомофобии. В своих произведениях он начал использовать подрывную лексику. Он исследовал эту тему, потому что эта тема в то время не обсуждалась.
Афроамериканские музыканты и писатели также были среди смешанной аудитории, испытав положительные и отрицательные результаты на протяжении всего движения новых негров. Для музыкантов Гарлем, кабаре и ночные клубы Нью-Йорка пролили свет на чернокожих исполнителей и позволили чернокожим жителям наслаждаться музыкой и танцами. Однако некоторые из самых популярных клубов (которые демонстрировали черных музыкантов) были исключительно для белой публики; одним из самых известных ночных клубов в Гарлеме был Cotton Club, где часто выступали популярные чернокожие музыканты, такие как Дюк Эллингтон. В конце концов, черные музыканты, которые появлялись в этих клубах только для белых, стали гораздо более успешными и стали частью основной музыкальной сцены.
Точно так же чернокожие писатели получили возможность проявить себя после того, как новое негритянское движение набрало обороты, когда рассказы, романы и стихи чернокожих авторов начали обретать форму и попадать в различные печатные публикации в 1910-х и 1920-х годах. Несмотря на то, что это, казалось бы, хороший способ заявить о себе и культуре, многие авторы отмечают, как тяжело было для любой из их работ на самом деле пойти куда-нибудь. Писатель Чарльз Чеснатт в 1877 году, например, отмечает, что не было никаких указаний на его расу рядом с его публикацией в Atlantic Monthly (по запросу издателя).
Важным фактором в борьбе новых негров было то, что их работы представлялись «разными» или «экзотическими» для белой аудитории, что заставляло черных писателей апеллировать к ним и соревноваться друг с другом, чтобы добиться своей работы. Известный чернокожий писатель и поэт Лэнгстон Хьюз объяснил, что работы, написанные чернокожими авторами, размещались аналогично произведениям восточного или иностранного происхождения, но использовались лишь изредка по сравнению с их аналогами, сделанными белыми: «однажды было „занято место для черной работы“, в результате чего темнокожим авторам пришлось искать публикации в других местах».
Некоторые аспекты Гарлемского ренессанса были приняты без обсуждения и без тщательной проверки. Одним из них было будущее «новых негров». Художники и интеллектуалы Гарлемского ренессанса разделяли американский прогрессивизм в его вере в демократические реформы, в его веру в искусство и литературу как на проводников перемен и в его почти некритичную веру в себя и своё будущее. Это прогрессивное мировоззрение сделало чёрных интеллектуалов — как и их белых коллег — неподготовленными к грубому шоку Великой депрессии, и Гарлемский ренессанс внезапно закончилось из-за наивных предположений о центральной роли культуры, не связанной с экономическими и социальными реалиями.

## Писатели
- Джин Тумер
- Каллен, Каунти
- Ленгстон Хьюз
- Карл ван Вехтен
- Хёрстон, Зора Ниэл
- Хелен Джонсон
- Нелла Ларсен

## Композиторы и музыканты
- Уильям Грант Стилл
- Диззи Гиллеспи

## Художники и фотографы
- Аарон Дуглас
- Джеймс Ван Дер Зее
- Лора Уилер Уоринг